# 劉孟鐸
劉孟鐸，江西承宣布政使司吉安府廬陵（今江西吉安市）人，明朝政治人物、進士出身。

## 生平
永樂二年（1404年），登進士，后選為翰林院庶吉士，編撰永樂大典。授禮部主事，后升任禮部郎中、四川參政。